# Libčice nad Vltavou
Libčice nad Vltavou è una città della Repubblica Ceca facente parte del distretto di Praha-západ, in Boemia Centrale.